# 日本歷史地名大系
《日本歷史地名大系》（日语：／ Nihonrekishichimeitaikei */?）是日本的地名辭典，收錄地名總數達15萬3千項，文字數達106,400,000字，除了《兵庫縣的地名》是兩卷外，其他都道府縣均是一卷，加上京都市、總索引和分類索引各一卷所組成，總共50卷51冊。除了總索引和分類索引外，每卷均由總論、舊國名編、地域項目編、文獻解題、行政區劃變遷和石高一覽、索引、輯製二十萬分一圖、舊區郡域和現郡市區町村域對照圖以及主要的自然地名和道路圖組成。大系的編輯顧問分別是一志茂樹、兒玉幸多、小葉田淳、坂本太郎、柴田實、寶月圭吾和八幡一郎，由平凡社在1979年9月20日至2004年10月20日期間出版，書紙由大王製紙提供，封面包裝是DYNIC。大系源於谷川健一在1974年時的提議，以現代版《大日本地名辭書》作為構思。1997年，平凡社以大系中的佛寺和神社的項目為基礎，在增添資訊後出版《京都和山城寺院神社大事典》、《大和和紀伊寺院神社大事典》以及《近江、若狹和越前寺院神社大事典》。2004年，大系獲得第52屆菊池寬獎，其後在2006年10月1日於JapanKnowledge公開。

## 構成
大系最初的部分是總論，以都道府縣為單位介紹當地的地理和歷史，同時將達致相關都道府縣規模的山脈、河川、湖海和道路等另行設項說明。其次，舊國名編以政治、社會、經濟、交通和文化等方面為中心，概說從古代至廢藩置縣為止的歷史，同時介紹江戶時代各藩的特殊制度等事項。另外，古代至近代曾經使用過的郡名和鄉名也另行設項說明。其三，地域項目編以出版當時的郡、市和區為大項目，町村、地域區分名以及中世和近世的都市名為中項目，在各項目之下的設項地名則是小項目，涵蓋出版時的行政地名、舊行政地名、自然地名、考古遺跡名、人文地名、文藝地名與文化和宗教建築以及遺跡名等等。其四，文獻解題是介紹該地域的歷史文獻、地方誌以及地域史的段落。其五，行政區劃變遷和石高一覽大致羅列以近世初期和中期、近世後期、明治19年（1886年）、明治22年（1889年）市町村制實施時、昭和28年（1953年）町村合併促進法公佈時以及出版當時的行政區劃變遷，並且記載各村的石高。其六，索引按地名的五十音順序來排列，另附有難讀地名一覽。其七，輯製二十萬分一圖是在1884年由參謀本部陸軍部測量局參照伊能忠敬、內務省地理局、地質調査所以及海軍水路部等製作的地圖，同時仿效普魯士十萬分一圖，以暈滃法製作而成的地圖。此外，常有舊區郡域和現郡市區町村域對照圖以及主要的自然地名和道路圖。

## 一覽
| 名稱           | 監修                         | 編輯委員 | 出版日期       | 參考資料 |
| -------------- | ---------------------------- | --- | -------------- | -------- |
| 北海道的地名   | 永井秀夫                     | 秋葉實、卜部信臣、榎森進、大庭幸生、君尹彥、紺野哲也、佐佐木利和、佐藤宥紹、鈴木邦輝、關秀志、田端宏、中村英重、野村崇、羽田野正隆、堀江敏夫                                                                               | 2003年10月20日 | [ 18 ]   |
| 青森縣的地名   | 虎尾俊哉                     | 荒井清明、稻葉克夫、大川哲夫、黑瀧十二郎、小館衷三、篠村正雄、武田良子、千葉良一、月足正朗、七尾美彥、西村嘉、長谷川成一、福井敏隆、三浦忠司、村越潔、森山泰太郎                                                           | 1982年7月10日  | [ 19 ]   |
| 岩手縣的地名   | 森嘉兵衛                     | 金野靜一（委員代表）、、小林晉一、名須川溢男、相原康二、佐佐木祐子、大矢邦宣 | 1990年7月13日  | [ 20 ]   |
| 宮城縣的地名   | 大塚德郎 竹內利美            | 金澤規雄、後藤勝彥、齋藤銳雄、佐佐木光雄、高倉淳、三崎一夫 | 1987年7月10日  | [ 21 ]   |
| 秋田縣的地名   | 今村義孝                     | 伊勢弘子、越中正一、鹽谷順耳、柴田次雄、高橋秀夫、田口勝一郎、竹內一朔、中谷雅昭、古內龍夫、松淵真洲雄、門間光夫、山中良二郎                                                                                               | 1980年6月6日   | [ 22 ]   |
| 山形縣的地名   | 長井政太郎                   | 伊豆田忠悅、齋藤正一、大友義助、渡部史夫、北畠教爾、加藤稔、伊藤清郎 | 1990年2月26日  | [ 23 ]   |
| 福島縣的地名   | 庄司吉之助 小林清治 譽田宏   | — | 1993年6月15日  | [ 24 ]   |
| 茨城縣的地名   | 瀨谷義彥                     | 糸賀茂男、植田敏雄、江原忠昭、小室昭、佐藤次男、鈴木暎一、長命豐、山口美男 | 1982年11月4日  | [ 25 ]   |
| 栃木縣的地名   | 寶月圭吾                     | 柿沼薰、河內八郎、新川武紀、德田浩淳、中里魚彥、日向野德久、前澤輝政、渡邊龍瑞 | 1988年8月25日  | [ 26 ]   |
| 群馬縣的地名   | 尾崎喜左雄                   | 阿久津宗二、市川光一、井上定幸、井上唯雄、上原啓巳、大澤亥之七、小野祐已、唐澤定市、川島維知、德江康、橋爪聰、半田勝巳、堀口英三、松本浩一、峰岸純夫、森田秀策、山本隆志                                                   | 1987年2月24日  | [ 27 ]   |
| 埼玉縣的地名   | 小野文雄                     | 秋葉一男、新井壽郎、小野塚克之、黑須茂、田代脩、原島禮二、柳田敏司、吉本富男 | 1993年11月15日 | [ 28 ]   |
| 千葉縣的地名   | 小笠原長和                   | 池田宏樹、伊藤喜良、大谷貞夫、岡田茂弘、川戶彰、川名登、熊野正也、後藤和民、高村隆、西垣晴次、平野馨、堀江俊次 | 1996年7月12日  | [ 29 ]   |
| 東京都的地名   | 兒玉幸多                     | 石塚裕道、小川信、北原進、坂誥秀一、段木一行、森田悌、吉原健一郎 | 2002年7月10日  | [ 30 ]   |
| 神奈川縣的地名 | 鈴木棠三 鈴木良一            | 青山孝慈、石井進、石井光太郎、岩崎宗純、內田哲夫、岡本勇、小川裕久、川名登、神崎彰利、高野修、土井浩、東海林靜男、三輪修三                                                                                                 | 1984年2月15日  | [ 31 ]   |
| 新潟縣的地名   | 宮榮二 山田英雄              | 赤城源三郎、齋藤義信、新澤佳大、鈴木昭英、關雅之、田子了祐、平野團三、山本修之助、橫山旭三郎、橫山貞裕、渡邊慶一、渡邊三省                                                                                                 | 1986年7月10日  | [ 32 ]   |
| 富山縣的地名   | 高瀨重雄                     | 稻垣剛一、植村元覺、太田久夫、奧田淳爾、北林吉弘、京田良志、久保尚文、小島俊彰、高井進、高瀨保、新田二郎、廣瀨誠、藤井一二、保科齊彥、前田英雄、米原寬                                                                     | 1994年7月11日  | [ 33 ]   |
| 石川縣的地名   | 若林喜三郎 高澤裕一          | 中野節子、橋本澄夫、東四柳史明、堀田成雄、牧野隆信、松浦五郎、和嶋俊二 | 1991年9月27日  | [ 34 ]   |
| 福井縣的地名   | 小葉田淳                     | 大森宏、岡田孝雄、藤野立惠、舟澤茂樹、松原信之（委員代表）、本川幹男、吉田叡 | 1981年9月10日  | [ 35 ]   |
| 山梨縣的地名   | 磯貝正義                     | 秋山敬、飯田文彌、清雲俊元、萩原三雄、服部治則、松本四郎 | 1995年11月20日 | [ 36 ]   |
| 長野縣的地名   | 一志茂樹                     | 赤羽篤、安藤茂良、石澤三郎、今牧久、臼田都雄、小穴芳實、興津正朔、金井喜久一郎、木內寬、桐原健、黑坂周平（委員長）、小池雅夫、小松克己、塚田正朋、西澤武彥、幅具義、原嘉藤、樋口昇一、宮入芳春、矢崎孟伯、米山一政、與良清 | 1979年11月25日 | [ 37 ]   |
| 岐阜縣的地名   | 所三男                       | 稻葉伸道、勝俁鎮夫、清田善樹、葛谷鮎彥、工藤力男、野村忠夫、日置彌三郎、細川道夫、松田之利、松本平治、吉岡勳 | 1989年7月14日  | [ 38 ]   |
| 靜岡縣的地名   | 《静岡縣的地名》編輯委員会   | 有光友學、大塚淑夫、大津透、川崎文昭、佐佐木惠介、瀨川裕市郎、高橋敏、田邊久子、仲田正之、本多隆成、向坂鋼二、村井章介、山家浩樹                                                                                           | 2000年10月25日 | [ 39 ]   |
| 愛知縣的地名   | 林英夫                       | 伊藤忠士、岩野見司、上村喜久子、歌川學、大須賀初夫、小島廣次、近藤恒次、津田豐彥、林董一、村瀨正章、吉永昭 | 1981年11月30日 | [ 40 ]   |
| 三重縣的地名   | 平松令三                     | 伊藤良、久保文雄、小玉道明、仲見秀雄、樋田清砂、藤本利治 | 1983年5月20日  | [ 41 ]   |
| 滋賀縣的地名   | 柴田實                       | 木村至宏（代表）、網野善彥、井上滿郎、吉村亨 | 1991年2月20日  | [ 42 ]   |
| 京都府的地名   | 柴田實 高取正男              | 蘆田完、熱田公、宅間博、中嶋利雄、中津川敬朗、野田只夫、若原英弌 | 1981年3月13日  | [ 43 ]   |
| 京都市的地名   | 林屋辰三郎 村井康彥 森谷尅久 | 井上滿郎、今谷明、鎌田道隆、川嶋將生、田邊昭三、富井康夫、藤田彰典、守屋毅、安岡重明、吉村亨 | 1979年9月20日  | [ 44 ]   |
| 大阪府的地名   | 直木孝次郎 森杉夫            | 大月明、河音能平、田代克己、戶田芳實、服部昌之、福島雅藏、三浦圭一、山口之夫、吉田晶、脇田修 | 1986年2月7日   | [ 45 ]   |
| 兵庫縣的地名Ⅰ  | 今井林太郎                   | 熱田公、石田善人、岩本次郎、浮田典良、地主喬、高尾一彥、直木孝次郎、西谷真治、櫃本誠一、前嶋雅光、八木哲浩、和田邦平 | 1999年10月20日 | [ 46 ]   |
| 兵庫縣的地名Ⅱ  | 今井林太郎                   | 熱田公、石田善人、岩本次郎、浮田典良、地主喬、高尾一彥、直木孝次郎、西谷真治、櫃本誠一、前嶋雅光、八木哲浩、和田邦平 | 1999年10月20日 | [ 46 ]   |
| 奈良縣的地名   | 池田末則 橫田健一            | 朝倉弘、大矢紀美枝、大矢良哲、木村芳一、廣吉壽彥 | 1981年6月23日  | [ 47 ]   |
| 和歌山縣的地名 | 安藤精一 五來重              | 熱田公、伊勢田進、木村博一、小池洋一、小山豐、薗田香融、玉置善春、豐島修、日野西真定、藤澤一夫、和多秀乘 | 1983年2月18日  | [ 48 ]   |
| 鳥取縣的地名   | 德永職男                     | 濱崎洋三、日置粂左衛門、福井淳人、松尾陽吉 | 1992年10月3日  | [ 49 ]   |
| 島根縣的地名   | 山本清                       | 內藤正中（代表）、井上寬司、島田成矩、田中義昭、原龍雄、藤岡大拙、藤澤秀晴、松尾壽 | 1995年7月10日  | [ 50 ]   |
| 岡山縣的地名   | 藤井駿                       | 加原耕作、高橋護、長光德和、人見彰彥、藤井學、三好基之、吉田晶 | 1988年4月20日  | [ 51 ]   |
| 廣島縣的地名   | 後藤陽一                     | 青野春水、土井作治、橋本敬一、藤井昭、堀江文人、山中壽夫、渡邊則文 | 1982年5月13日  | [ 52 ]   |
| 山口縣的地名   | 奈良本辰也 三坂圭治          | 石川卓美、伊藤忠芳、內田伸、桂芳樹、谷林博、田中助一、田中誠、田村哲夫、中原雅夫、伯野幸次、山本正大 | 1980年8月25日  | [ 53 ]   |
| 德島縣的地名   | 三好昭一郎                   | 菅原康夫、武知忠義、羽山久男、福家清司、丸山幸彥 | 2000年2月25日  | [ 54 ]   |
| 香川縣的地名   | 川野正雄 武田明              | 木原溥幸、國島浩正、小山泰弘、杉岡保之、田中健二、松本豐胤 | 1989年2月23日  | [ 55 ]   |
| 愛媛縣的地名   | 大石慎三郎                   | 秋田忠俊、伊藤義一、井原康男、景浦勉、田中歲雄、西田榮、三好昌文、渡邊則文 | 1980年11月15日 | [ 56 ]   |
| 高知縣的地名   | 山本大                       | 秋澤繁、岡本健兒、廣谷喜十郎、前田和男、矢野城樓、橫川末吉、吉村淑甫、依光貫之 | 1983年10月28日 | [ 57 ]   |
| 福岡縣的地名   | 有馬學                       | 川添昭二、有川宜博、有馬學、市瀨洋子、小田富士雄、小池史哲、佐伯弘次、重松敏彥、柴多一雄、高野信治、武末純一、田淵義樹、永尾正剛、中野等、野澤秀樹、堀本一繁、森哲也、吉田昌彥                                             | 2004年10月20日 | [ 58 ]   |
| 佐賀縣的地名   | 三好不二雄 常安弘通 原田伴彥 | 岩松要輔、木下之治、小宮睦之、佐佐木勝、長忠生、富岡行昌、中島平一、原口静雄、福岡博、細川章 | 1980年3月10日  | [ 59 ]   |
| 長崎縣的地名   | 瀨野精一郎                   | 越中哲也、片岡千鶴子、下川達彌、永留久惠、原田博二、本馬貞夫 | 2001年10月24日 | [ 60 ]   |
| 熊本縣的地名   | 松本雅明                     | 工藤敬一、隈昭志、花岡興輝、松本壽三郎、森山恒雄 | 1985年3月25日  | [ 61 ]   |
| 大分縣的地名   | 中野幡能                     | 秦政博、橋本操六、後藤重巳、後藤宗俊、豐田寬三、勝目忍、貞包博幸、蘆刈政治、椛田美純、小玉洋美、佐藤滿洋、竹本弘文、山崎清男、吉田豐治                                                                                     | 1995年2月21日  | [ 62 ]   |
| 宮崎縣的地名   | 野口逸三郎                   | 岩切悅子、岩永哲夫、上原兼善、大賀郁夫、永山修一、福島金治、松下志朗、山口隼正、山口保明、山田涉、橫山淳一 | 1997年11月12日 | [ 63 ]   |
| 鹿兒島縣的地名 | 芳即正 五味克夫              | 安藤保、上村俊雄、榮喜久元、新東晃一、塚田公彥、中村明藏、永山修一、原口泉、日隈正守、三木靖、宮下滿郎、柳原敏昭、山田尚二                                                                                                 | 1998年7月2日   | [ 64 ]   |
| 沖繩縣的地名   | 高良倉吉                     | 赤嶺政信、安里進、池宮正治、金城善、新城敏男、田名真之、仲宗根將二、中村誠司、西里喜行、目崎茂和 | 2002年12月10日 | [ 65 ]   |
| 總索引         | —                            | — | 2005年1月11日  | [ 8 ]    |
| 分類 索引      | —                            | — | 2005年1月11日  | [ 9 ]    |

### 註解
1. ↑  算上總索引和分類索引的話則是2005年1月11日[8][9]。
2. ↑  《北海道的地名》是按道南、道央、道北和道東的順序，以支廳來區分[13]，《京都市的地名》則直接以京都市11區來排列[14]。與此同時，《東京都的地名》按東京23區、北多摩郡、南多摩郡、西多摩郡、伊豆群島和小笠原群島的順序來區分，其中伊豆群島和小笠原群島則從北至南按支廳排列[15]，《沖繩縣的地名》則以沖繩島南部、北部、沖繩島附近島嶼、宮古群島、八重山群島和大東群島的順序來區分[16]。
3. ↑  東京都的順序為區先市後[15]。
4. ↑  北海道則以改正北海道全圖替代[2]。
5. ↑  部分卷數獨有的部分則有松前嶋鄉帳、北海道和本州（北部）考古學時代區分對照表（北海道）、明治元年（1868年）現在秋田城廓市內全圖（秋田縣）、舊15區町名（日语：町丁）一覽（東京都）、平城京條坊圖、大和之國條里推定復原圖、藤原和飛鳥遺跡圖（奈良縣）、近世村別地圖、山口古圖、萩城下町繪圖（山口縣）、明治26年（1893年）7月1日發行熊本市街全圖（熊本縣）、圖解、琉球群島以及奄美群島的地理用語（方言名）、沖繩群島和先島群島的考古學時代區分和紀年對照表（沖繩縣）[3]。
6. ↑  原本監修和編輯委員代表是高倉新一郎（日语：高倉新一郎）[10]。
7. ↑  原本監修和編輯委員代表是若林淳之[10]。
8. ↑  原本尚有高取正男[10]。
9. ↑  名義是編輯委員代表[44]。
10. ↑  原本監修和編輯委員代表是岩成博[10]。
11. ↑  原本監修和編輯委員代表是檜垣元吉[10]。
12. ↑  名義是編輯顧問[58]。
13. ↑  原本監修和編輯委員代表是沼田次郎（日语：沼田次郎）[10]。
14. ↑  原本監修和編輯委員代表是原口虎雄[10]。
15. ↑  名義是編輯委員代表[65]，原本監修和編輯委員代表是仲松彌秀[10]。

## 関連項目
- 大日本地名辞書
- 角川日本地名大辞典

## 外部連結
- . JapanKnowledge （日语）.
- . JapanKnowledge （日语）.
- . JapanKnowledge.   [2021-11-09]. （原始内容存档于2021-11-09） （日语）.